# 299
299（二百九十九、にひゃくきゅうじゅうきゅう）は自然数、また整数において、298の次で300の前の数である。

## 性質
- 299は合成数であり、約数は 1, 13, 23, 299 である。
  - 約数の和は336。
- 94番目の半素数である。1つ前は298、次は301。
- 各位の和が20になる最小の数である。次は389。
  - 各位の和が n になる最小の数である。1つ前の19は199、次の21は399。(オンライン整数列大辞典の数列 A051885)
- 各位の平方和が166になる最小の数である。次は679。(オンライン整数列大辞典の数列 A003132)
  - 各位の平方和が n になる最小の数である。1つ前の165は1688、次の167は1299。(オンライン整数列大辞典の数列 A055016)
- 299 = 12 + 32 + 172 = 32 + 112 + 132 = 52 + 72 + 152 = 72 + 92 + 132
  - 3つの平方数の和4通りで表せる24番目の数である。1つ前は294、次は339。(オンライン整数列大辞典の数列 A025324)
  - 異なる3つの平方数の和4通りで表せる13番目の数である。1つ前は293、次は321。(オンライン整数列大辞典の数列 A025342)
- 299 = 182 − 25
  - n = 18 のときの n2 − 25 の値とみたとき1つ前は264、次は336。(オンライン整数列大辞典の数列 A098603)

## その他 299 に関連すること
- 国際電話番号の299は、グリーンランド。
- 年始から数えて299日目は10月26日、閏年は10月25日。
- イネ（稲）の品種、ヒノヒカリの農林登録番号は、水稲農林299号。
- ジョン・フランシス・バーンズ (USS John Francis Burnes, DD-299) は、アメリカ海軍の駆逐艦。
- マンタ (USS Manta, SS/ESS/AGSS-299) は、アメリカ海軍の潜水艦。